# 臺北市立大直高級中學
臺北市立大直高級中學，簡稱大直高中，前身為大直國中，設立於1964年，是1990年代臺北市升格成完全中學的學校之一。

## 沿革
- 1932年，日本政府為訓練臺灣人參加日本海軍，在現址西南角鄰接基隆河處興建倉庫型建築，設立水兵訓練所。
- 1964年，國民政府將台灣省訓練團原址，改設立為台北市立大直初級中學，招收國民學校畢業之學生。
- 1968年8月，臺灣九年國民義務教育實施前，維持男女兼招的辦學模式，而後改制為台北市立大直國民中學，改為專收男生，當年也曾為台北市南區初中聯考的明星學校。同年，並於大直地區成立北安國民中學，自此，大直國中便專招國小畢業之男學生，而北安國中則專招女生，此現象大致維持到1991年才兼收女生，在2004年以前，大直高中大部分的女廁，甚至還有以前男校時代遺留之小便斗。
- 1997年8月，余霖校長成立大直高級中學籌備處，更於1998年正式升格成大直高級中學，國高中兼收，成為一所完全中學。

## 校徽
鵬，該校標語為「大鵬展翅，直上雲霄」，其來由為《莊子‧逍遙遊》中，曾提及一則寓言:「北冥有隻鯤魚，當牠順勢蛻變成大鵬鳥時，能夠振其宛若天邊雲彩般的巨翅，鼓動海風，水擊三千里，順著風飛上九萬里之雲霄，以達到極遠的南冥。無論是鯤或鵬的悠然自適，皆能各順勢其性，以達到逍遙的境界」。顏色為藍色。

## 歷任校長
| 屆任   | 姓名   | 任職時間            | 備註                                    |
| ------ | ------ | ------------------- | --------------------------------------- |
| 第1任  | 葉金成 | 1964年9月-1975年7月 |                                         |
| 第2任  | 李瑞江 | 1975年8月-1977年7月 |                                         |
| 第3任  | 王鑑秋 | 1977年8月-1988年7月 | 退休                                    |
| 第4任  | 陳正邦 | 1988年8月-1992年7月 |                                         |
| 第5任  | 詹益東 | 1992年8月-1996年7月 | 退休                                    |
| 第6任  | 余霖   | 1996年8月-2006年7月 | 退休                                    |
| 第7任  | 楊世瑞 | 2006年8月-2010年7月 | 轉任市立中山女高校長 後接掌北一女中校長 |
| 第8任  | 黃文振 | 2010年8月-2013年7月 | 退休                                    |
| 第9任  | 李世文 | 2013年8月-2021年7月 | 退休                                    |
| 第10任 | 林湧順 | 2021年8月-          | 現任                                    |

### 組織架構
核定總班級數60班（包括高中部：普通班27班、特殊班4班，國中部：普通班27班、特殊班1班及學資班1班），教師預算員額數148人，職員工人數36人（含校長、職員、約聘僱人員、職工及臨時人員），總計184人，下設5處2室1館。